# Giovanni Lodetti
Giovanni Lodetti (ur. 10 sierpnia 1942 w Caselle Lurani, zm. 22 września 2023) – włoski piłkarz występujący na pozycji defensywnego pomocnika. Za czasów swojej kariery nosił przydomek Basletta.

## Kariera klubowa
Giovanni Lodetti zawodową karierę rozpoczynał w zespole AC Milan, barwy którego reprezentował od 1961 do 1970 roku. Razem z ekipą "Rossonerich" dwa razy zdobył mistrzostwo Włoch oraz triumfował w rozgrywkach krajowego pucharu. Na arenie międzynarodowej także odnosił wiele sukcesów. W sezonie 1967/1968 wygrał Puchar Zdobywców Pucharów, a następnie zdobył Puchar Europy Mistrzów Klubowych i Puchar Interkontynentalny. Dla Milanu Włoch rozegrał łącznie 216 spotkań, w których zdobył szesnaście goli.
W 1970 roku Lodetti przeniósł się do Sampdorii, gdzie grał przez pięć lat. W późniejszym czasie reprezentował jeszcze barwy US Foggia oraz Novary Calcio, po czym w 1978 zdecydował się zakończyć piłkarską karierę.

## Kariera reprezentacyjna
W reprezentacji Włoch Lodetti zadebiutował w 1964 roku. W 1966 wystąpił na mistrzostwach świata, na których Italia nie zdołała wyjść z grupy. W 1968 roku zagrał natomiast na mistrzostwach Europy, które zakończyły się zwycięstwem Włochów. Po tym sukcesie Giovanni skończył swoją przygodę z reprezentacją.

## Sukcesy
AC Milan
Mistrzostwo Włoch: 1961/1962, 1967/1968
Puchar Włoch: 1966/1967
Puchar Zdobywców Pucharów: 1967/1968
Puchar Europy Mistrzów Klubowych: 1968/1969
Puchar Interkontynentalny: 1969
Mistrzostwo Europy: 1968